# Chiesa dei Santi Pietro e Paolo (Saciletto)
La chiesa dei Santi Pietro e Paolo è la parrocchiale di Saciletto, frazione di Ruda, in provincia di Udine ed arcidiocesi di Gorizia; fa parte del decanato di Cervignano del Friuli.

## Storia
Si sa che a Saciletto fu costruita una chiesa dedicata a Santa Maria nei primi anni del Cinquecento. Detto edificio fu in seguito demolito per far posto all'attuale parrocchiale, edificata nel 1687 sotto il patrocinio del doge di Venezia Francesco Morosini. Nel 1840 il cimitero, che un tempo circondava la chiesa, fu trasferito all'esterno del borgo. Nel 1876 venne rifatto il pavimento della chiesa e, nel 1931, vennero restaurati gli affreschi della volta del presbiterio.